# Mauser C96
Mauser C96 este un pistol semiautomat care a fost produs inițial de către producătorul german de arme Mauser între anii 1896-1937. Copii fără licență au fost, de asemenea, fabricate în Spania (Astra Model 900) și China, în prima jumătate a secolului XX.
Caracteristicile distinctive ale lui Mauser C96 sunt magazia integrată în fața trăgaciului, țeava lungă, patul de lemn pentru umăr care poate folosi și ca toc sau geantă de transport și mânerul în formă de mătură. Pistolul a câștigat porecla de "Broomhandle" în lumea vorbitoare de limbă engleză, din cauza mânerului rotund de lemn, iar în China C96 a fost poreclit "tun box" (chineză: 盒子炮; pinyin: hézipào), din cauză că magazia sa internă are formă de pătrat.
Mauser C96, cu pat de lemn pentru umăr, țeavă lungă și cartuș de mare viteză, a avut o rază de acțiune superioară și o rată de penetrare mai bună decât majoritatea celorlalte pistoale din acea perioadă. Proiectilul de 7,63 × 25 mm Mauser a avut cea mai mare viteză de glonț de pistol fabricat în scop comercial, până la apariția cartușului Magnum .357 în 1935.
Mauser a fabricat aproximativ 1 milion de pistoale C96 , în timp ce numărul de pistoale produse în Spania (Astra Model 900) și China este necunoscut din cauza pierderii și a slabei conservări a registrelor de producție din aceste țări.

## Utilizatori
- Austro-Ungaria
- Brazilia
- Finlanda
- Germania
- Germania
- Italia
- Imperiul Otoman
- Taiwan
- China
- Spania
- Uniunea Sovietică
- Regatul Unit